# ایساگره

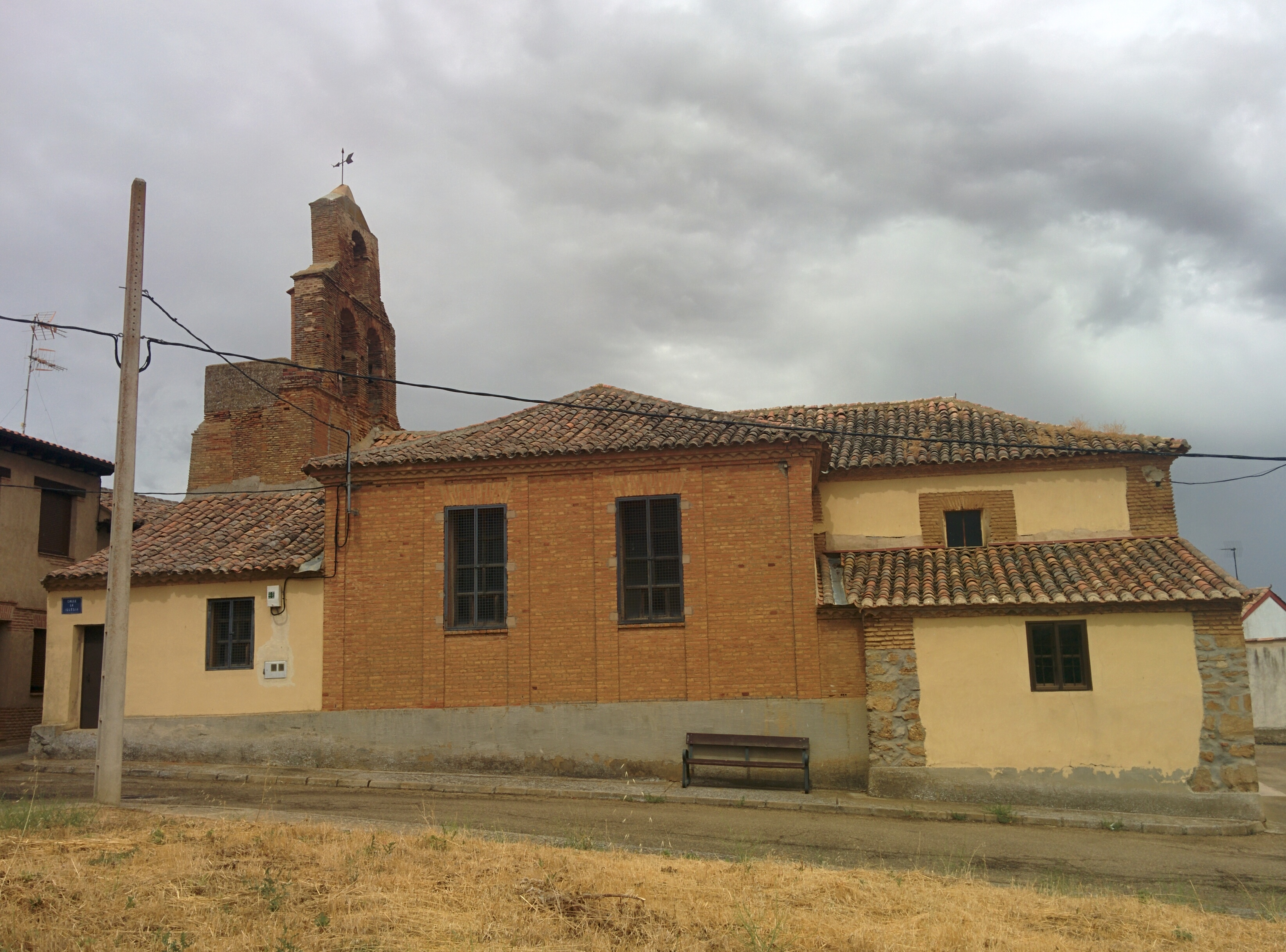
ایزاگره

ایزاگره (به اسپانیایی: Izagre) یکی از دهستان‌های اسپانیا است که در استان لئون، اسپانیا واقع شده‌است.

## خصوصیات
ایزاگره ۴۴٫۲۳ کیلومترمربع مساحت و ۲۱۴ نفر جمعیت دارد و ۷۸۲ متر بالاتر از سطح دریا واقع شده‌است.